# Catocala bella
Catocala bella là một loài bướm đêm thuộc họ Erebidae. Nó được tìm thấy ở Nga (Xibia, Primorye, Khabarovsk, miền nam Amur), Hàn Quốc, Trung Quốc và Nhật Bản (Hokkaido, Honshu).
Sải cánh dài khoảng 59 mm.